# کبوتر کاکل‌تیغ
کبوتر کاکل‌تیغ (نام علمی: Geophaps plumifera) نام یک گونه از تیره کبوتر است.

## توصیف
این پرنده یک کبوتر کوچک است که وزن آن ۸۰ تا ۱۱۰ گرم است، طول بدن آن ۲۰۰ تا ۲۳۵ میلی‌متر است و طول بال‌های آن ۳۰۰ تا ۳۵۰ میلی‌متر است. نرها کمی بزرگ‌تر از ماده‌ها هستند و به‌طور کلی تشخیص بصری آنها دشوار است.
پرها به‌طور مشخص قهوه‌ای مایل به قرمز با نوارهای سیاه نازک روی بال‌ها و پشت هستند. پیشانی، کناره‌های تاج و گوش خاکستری و منقار سیاه است. خطوط صورت پررنگ و متمایز هستند، یک ماسک صورت قرمز روشن با یک نوار ابرویی سیاه و نوار سبیلی مرزبندی شده است. یک نوار سفید از چانه تا پشت چشم امتداد دارد و گلو سیاه است. روی سینه نوار سفیدی است و پاها خاکستری هستند. هیچ تغییر فصلی در پوشش پرها وجود ندارد.